# Nikolaus Bode
Nikolaus Bode (* 4. Oktober 1938 in Essen) ist ein deutscher Bildhauer, Maler und Grafiker. Er schuf Stelen, Steinskulpturen, Friese und viele andere künstlerische Darstellungen für den öffentlichen Raum, vor allem in Berlin, wo er auch lebt.

## Biografisches
Bode absolvierte eine Lehre als Dekorationsmaler und arbeitete bis 1959 in seinem Beruf. Bis 1962 studierte er Dekorative Malerei an der Fachschule für angewandte Kunst Magdeburg. Von 1963/1964 studierte er an der Hochschule für Bildende Künste Dresden und bis 1968 Plastik bei Heinrich Drake an der Kunsthochschule Berlin-Weißensee. Schon seit 1963 arbeitet er als freischaffender Künstler in Berlin.
Seine Arbeitsfelder sind baugebundene Kunst, Kunstkonzeptionen, Brunnen- und Wasserspiele, Porträt- und Tierskulpturen sowie sakrale Plastik. Für seine bildhauerischen Arbeiten nutzt Bode alle Materialien wie Holz, Stein, Beton oder Bronze. Er schuf kleine und große Skulpturen, darüber hinaus auch Bilder und Grafiken.
Studienaufenthalte führten ihn u. a. nach Bulgarien, in die Sowjetunion, in die CSSR, nach Jugoslawien, Tunesien, Griechenland, in die Türkei, nach Israel und Norwegen.
In den 2010er Jahren arbeitete Bode auch als einer von vielen namhaften Künstlern besondere Grabmale für ein Bestattungsinstitut aus Hirrlingen.
Nikolaus Bode ist verheiratet und hat einen Sohn, der Restaurator und Kunstschmiedemeister ist.

## Werke (Auswahl)
- Pinguine, Gänse, eine Antilope, Elefanten, Bisons, ein Pony an verschiedenen öffentlichen Plätzen in Berlin[3]
- 1971: Der große Bruder (Zweifigurengruppe, Bronze, Höhe: 33 cm; auf der VII. Kunstausstellung der DDR)[4]
- 1978: Nilpferd für einen Brunnen auf dem Wühlischplatz.[3] Die Tierfigur aus Sandstein wurde im Jahr 1991 gestohlen, das Bezirksamt Berlin-Friedrichshain veranlasste für eine Summe von 16.000 DM die Anfertigung einer Replik, nun aus Bronze, die 1996 auf dem Platz wieder aufgestellt werden konnte.[5]
- 1978: Betonguss-Reliefs Dorf gestern und heute, für den Neubau einer Kaufhalle am Münsterlandplatz an der Weitlingstraße
Die Reliefs an dem Flachbau sind erhalten.[6]
- 1982: Natursteinbrunnen, Märkische Allee 166, Berlin-Marzahn. Dieser aus Beton und Natursteinen gearbeitete Brunnen mit einem mehr als vier Meter großen rechteckigen Brunnenbecken diente der künstlerischen Aufwertung eines Platzes vor einer Kaufhalle und vor der Wohngebietsgaststätte An der Feuerwache. Auf einem steinernen runden Tisch in der Mitte des Beckens lagen mehrere kleine Findlinge. Auf der Wiese um das Becken herum waren vier Findlingsgruppen angeordnet. Der Brunnen wurde 2004 für den Neubau eines Einkaufszentrums abgebaut. Die Findlinge in Sitzhöhe wurden auf einer Grünfläche vor dem Murtzaner Ring 71 als Sitzgruppe aufgestellt.[7]
- 1982: Koggebrunnen in Berlin-Friedrichsfelde[8] 
Die Skulptur blieb erhalten und dient nun als Einzelplastik etwa am vorherigen Standort des Brunnens.
- 1987: Berliner Bär, Pirnaer Sandstein; Standort Warschauer Straße Ecke Grünberger Straße in Berlin-Friedrichshain
Für diese Auftragsarbeit in Vorbereitung der 750-Jahr-Feier Berlins fertigte Bode ein halbes Jahr lang eigene Skizzen nach den im Bärenzwinger lebenden Berliner Wappentieren Maxi und Schnute.[3]
- um 1987: Dorfleben: eine Serie von Figuren und symbolischen Tätigkeiten, die das Leben im Dorf darstellen. Die Werke sind aus Holz gearbeitet und als Gruppe auf der Wiese in einem Ost-Berliner Neubauviertel aufgestellt.[9]
- 1989: fünf Meter hohe Postsäule, ursprünglicher Standort Marzahner Promenade, seit 2006 auf dem Busplatz vor dem Eastgate[3], das Sandsteingebilde wurde mit Postschnecken verziert, die aus Bronze bestehen und an der Säule herumkriechen, außerdem sind an den Seiten und Enden Pflanzen – zusammen mit anderen Postsymbolen – direkt reliefartig in den Stein geschlagen worden.[10][11]
- 1989: drei achteckige Brunnenbecken aus Sandstein, Marzahner Promenade 40; sie stehen auf den Zwischenpodesten einer Treppenanlage und in ihren Becken sind symmetrisch je vier ornamental gearbeitete Blattformen eingestellt. Aus den Blättern rieselt Wasser herab.[12]
- 1997: Informationsstele für die Luisenstadt-Kirche, Berlin-Mitte, Alte Jakobstraße
- Aphrodite, aus einem Baumstamm gearbeitet

## Galerie

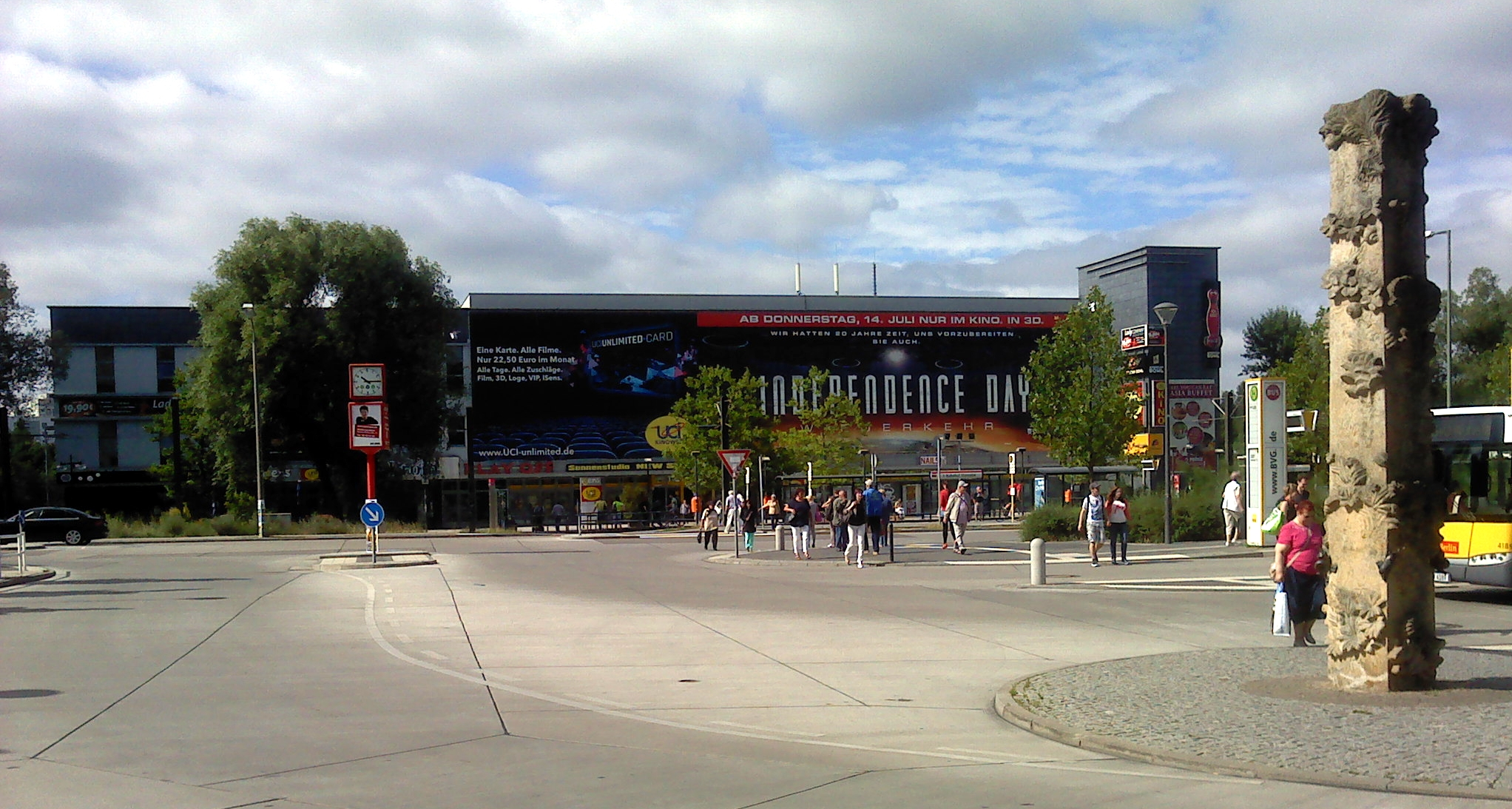
Postschneckenstele Berlin-Marzahn
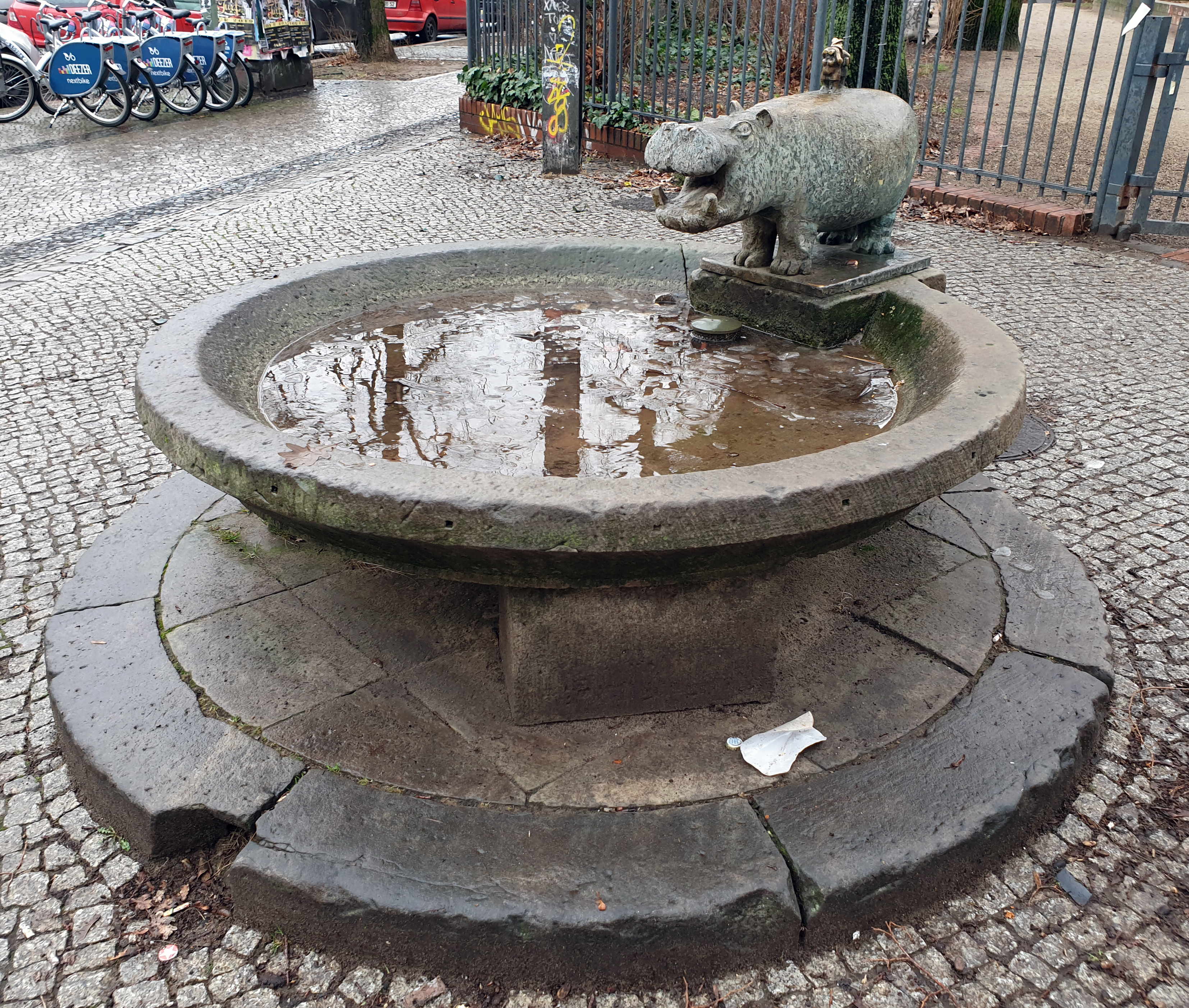
Nilpferdbrunnen, 1978 Berlin-Friedrichshain
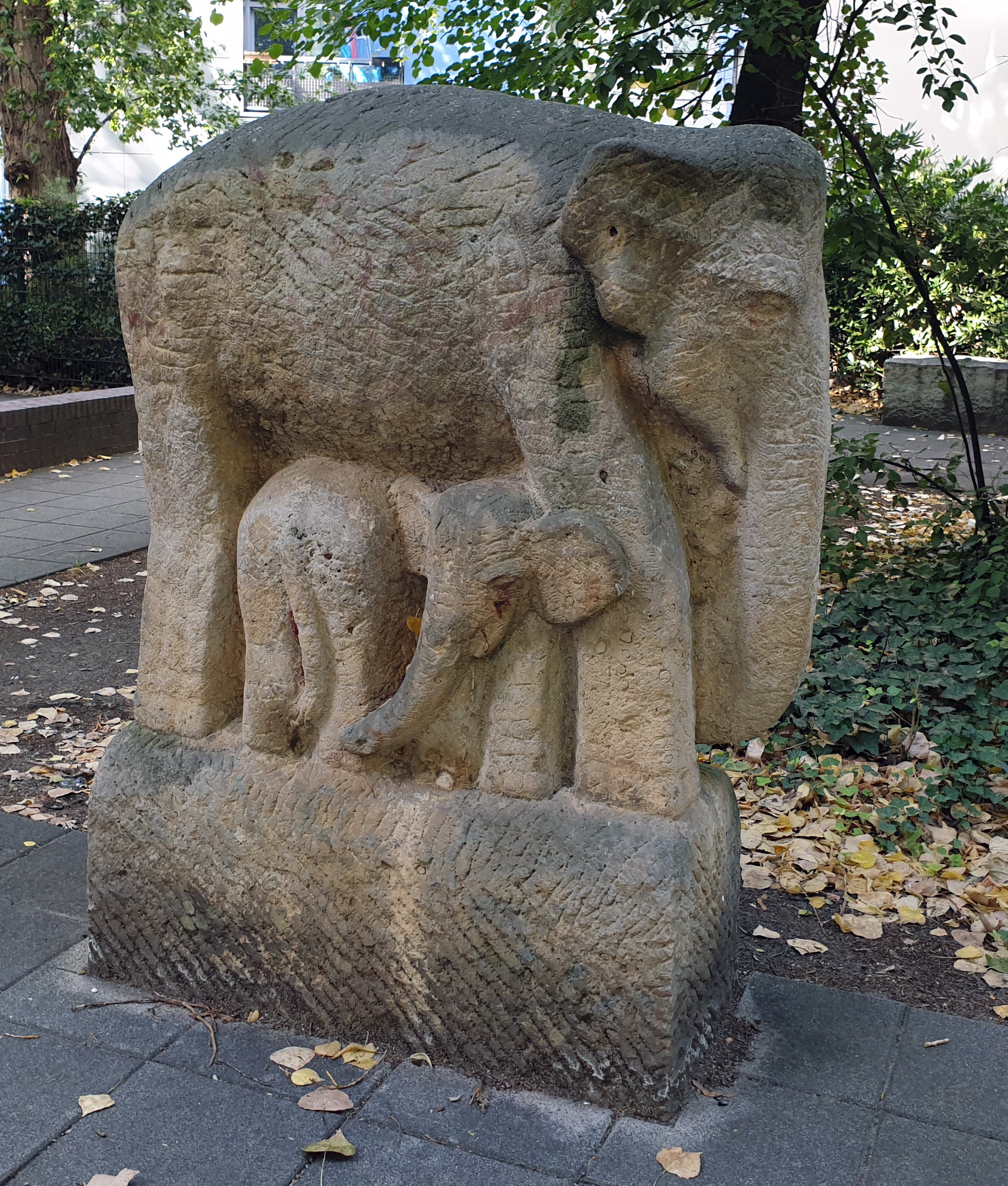
Elefantenmutter, 1981 Berlin-Friedrichshain
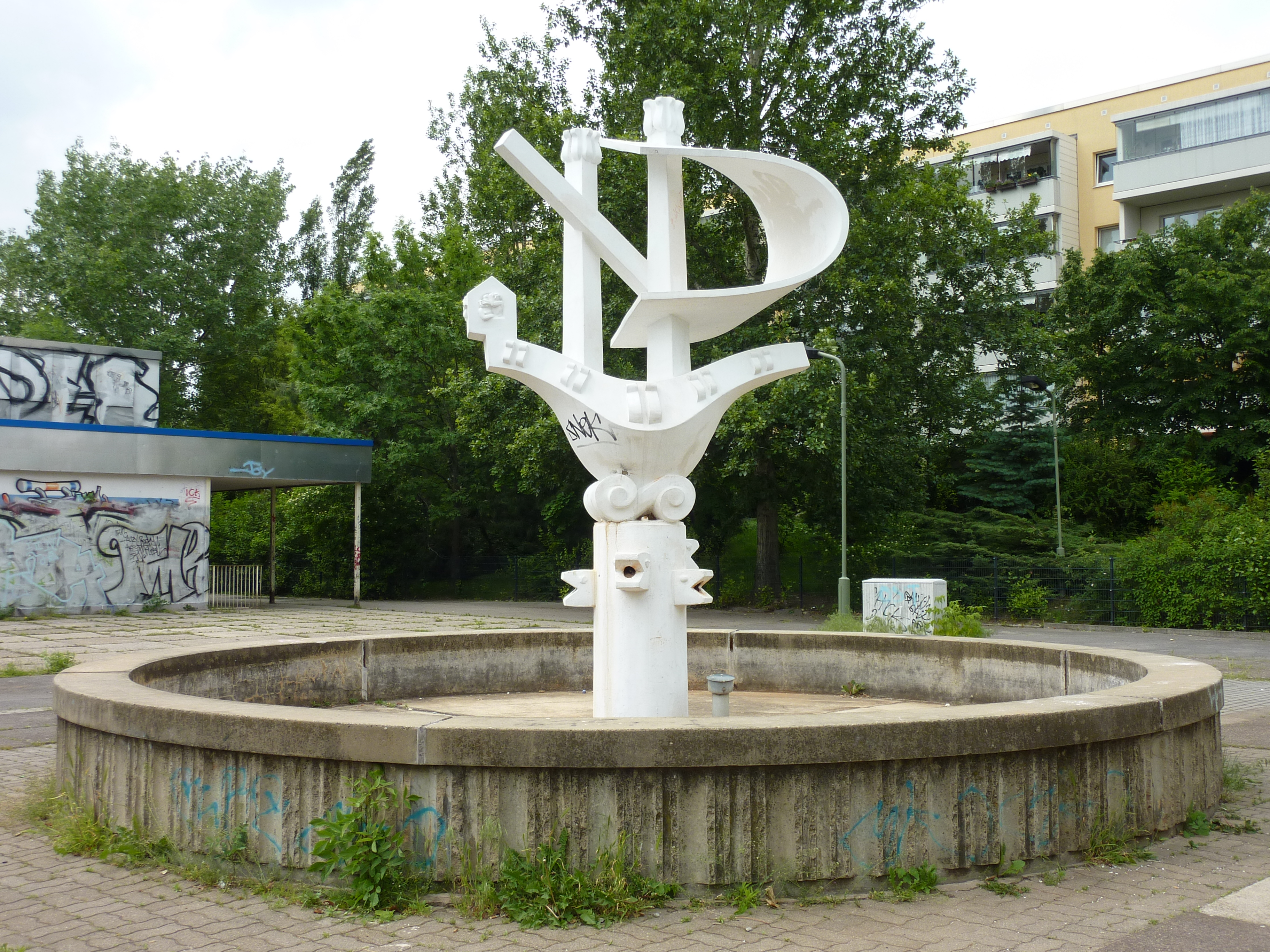
Koggebrunnen, 1982 Berlin-Friedrichsfelde
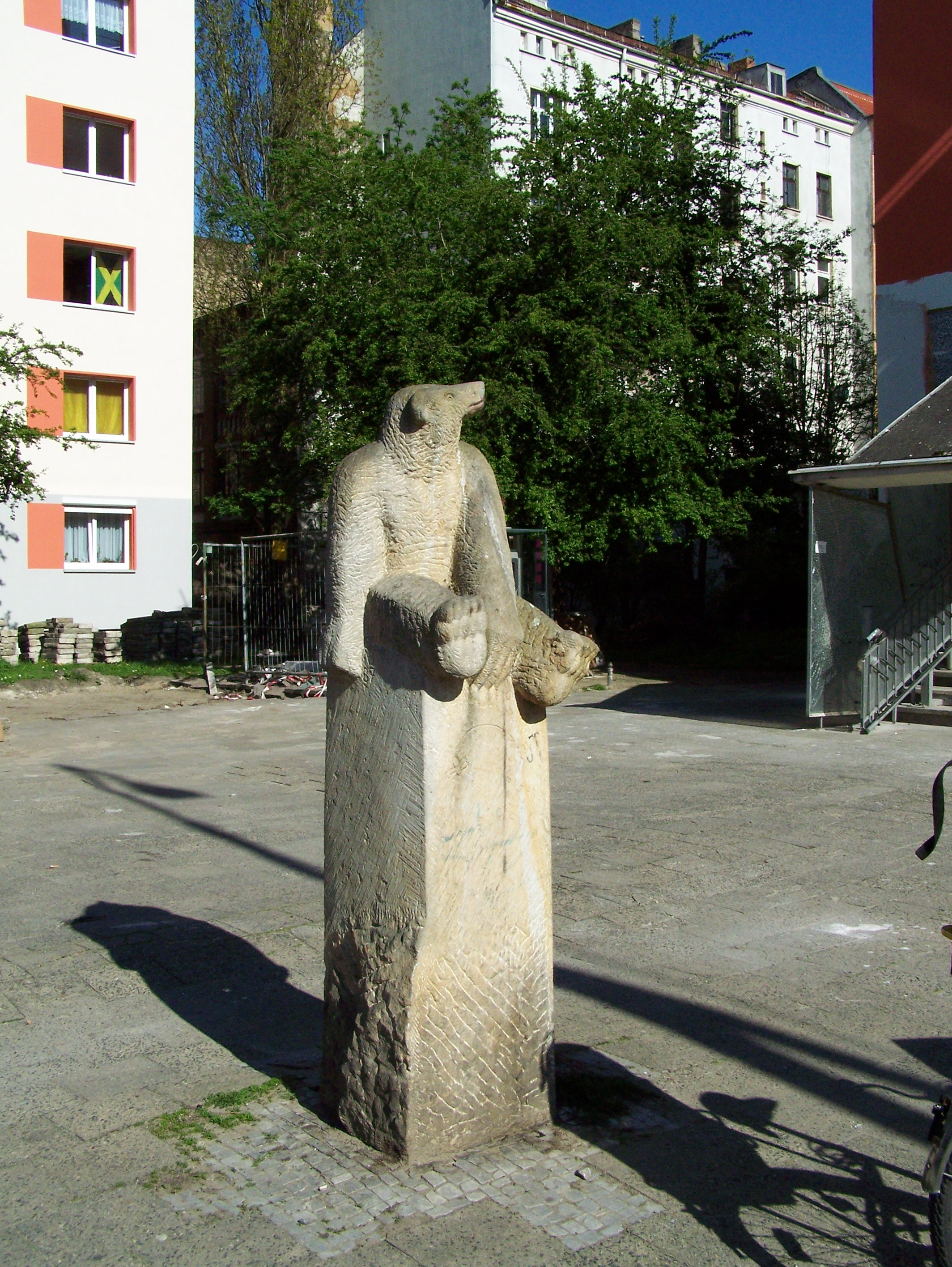
Bär, 1987 Berlin-Friedrichshain

## Beteiligung an zentralen Ausstellungen in der DDR
- 1972 bis 1988: Dresden, VIII. bis X. Kunstausstellung der DDR
- 1975: Wanderausstellung „Kleinplastik und Grafik“
- 1977, 1981 und 1983: Berlin, Bezirkskunstausstellungen
- 1979: Berlin, Altes Museum („Jugend in der Kunst“)
- 1981: Dresden („25 Jahre NVA“)
- 1986/1987: Suhl („Das sicher sei, was uns lieb ist“. Ausstellung zum 40. Jahrestag der Gründung der Grenztruppen der DDR)

## Ausstellung
Im Jahr 2013 organisierte der Förderverein der Schlosskirche Buch eine Werkschau von Nikolaus Bode, dessen Erlös zu einem Teil für die Sanierung des Kirchturms der Schlosskirche gespendet wurde.